# Comté de Waterford
Pour les articles homonymes, voir Waterford.
Le comté de Waterford (en irlandais : Contae Phort Láirge) est un comté situé dans la province du Munster  en Irlande. La capitale du comté est Waterford.
Sa superficie est de 1 857 km2 pour 127 363 habitants en 2022.

## Géographie

### Villes du comté
- Ardmore
- Dungarvan
- Dunmore East
- Lismore
- Tramore
- Waterford
- Portlaw

### Comtés limitrophes
| Tipperary Cork | Tipperary          | Kilkenny     |
| Cork           | comté de Waterford | Wexford      |
| mer Celtique   | mer Celtique       | mer Celtique |

## Sites d'intérêts
- Ardmore (tour ronde et oratoire de saint Declan (en))
- Ballynageeragh (dolmen)
- Ballinamona (cairn)
- Gaulstown (dolmen)
- Harristown (dolmen)
- Knockeen (dolmen)
- Waterford (tour Reginald)

### Articles liés
- Lord-lieutenant de Waterford
- Comté d'Irlande